# Aéroport de Castellón-Costa Azahar

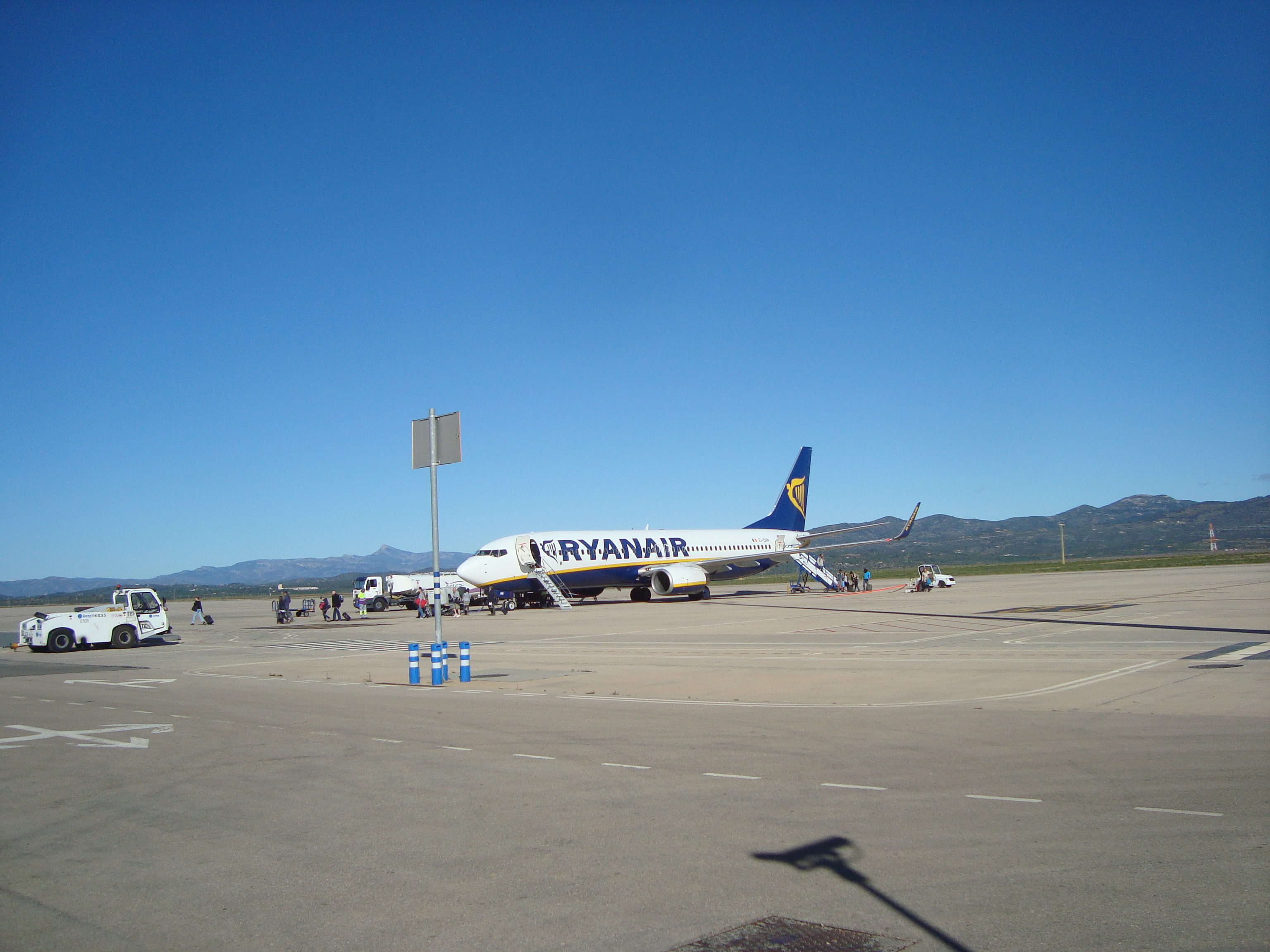
Aéroport de Castellón-Costa Azahar (Vilanova D'Alcolea).

L’aéroport de Castellón-Costa Azahar (espagnol : Aeropuerto de Castellón-Costa Azahar) est un aéroport situé à 30 km de la ville de Castellón de la Plana, sur les communes de Vilanova d'Alcolea et Benlloch, dans la communauté valencienne, en Espagne.
Malgré une ouverture symbolique avant les élections régionales de 2011, il n'a pas été desservi par un vol régulier avant septembre 2015. Avec son coût de 150 millions d'euros et sa statue monumentale de l'ancien président régional Carlos Fabra, l'aéroport est devenu un symbole des effets de la crise économique espagnole ainsi que des dérives des dépenses publiques du pays. En effet, au début des années 2000, avec la croissance économique importante, chaque province espagnole voulait son propre aéroport, et ce malgré la proximité d'autres beaucoup plus importants et déjà existants (ici celui de Valence qui est situé à une centaine de km), ce qui a créé des doublons. On peut rapprocher ce cas de celui de l'aéroport de Huesca-Pyrénées ou celui de Ciudad Real.
Le 11 mars 2015, la compagnie Ryanair a annoncé l'ouverture de deux lignes depuis l'aéroport de Castellón. Dans un communiqué, l'aéroport précise que ces deux lignes permettront d'accueillir 61 000 passagers par an.

## Situation
| \| 100 km1:11 216 000 \| Alicante Almería Andorre Badajoz Barcelone Bilbao Burgos León Castellón · de la Plana Ceuta Gérone Grenade Ibiza Jerez La Corogne Lleida Logroño Madrid Málaga Melilla Minorque Murcie Oviédo Palma de · Majorque Pampelune Reus Sabadell Saint-Jacques Saint-Sébastien Salamanque Santander Saragosse Séville Valence Valladolid Vigo Vitoria |
| 100 km1:11 216 000 |

Voir les Îles Canaries

## Compagnies aériennes et destinations

### Passagers
| Compagnies | Destinations                                                                                              |
| ---------- | --- |
| Iberia     | Madrid-Barajas En saison : Séville-San Pablo                                                              |
| Ryanair    | Charleroi Bruxelles-Sud, Dublin, Londres-Stansted En saison : Porto-F. Sá-Carneiro, Weeze                 |
| Volotea    | En saison : Bilbao                                                                                        |
| Wizz Air   | Bucarest-H. Coandă, Rome Léonard-de-Vinci/Fiumicino En saison : Budapest-Ferenc Liszt, Katowice-Pyrzowice |

Actualisé le 19/04/2023.

## Galerie

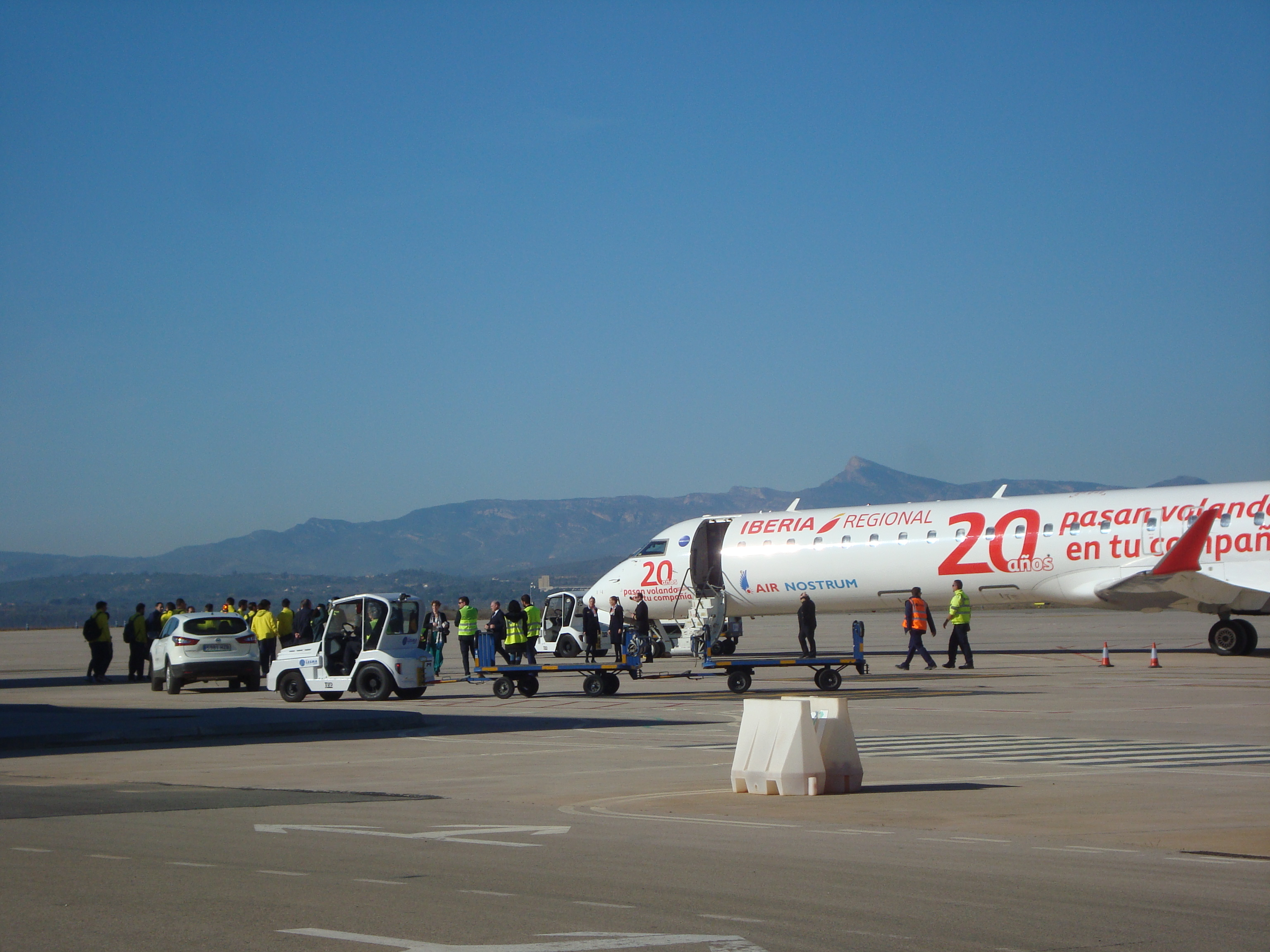
Aéroport de Castellón-Costa Azahar.
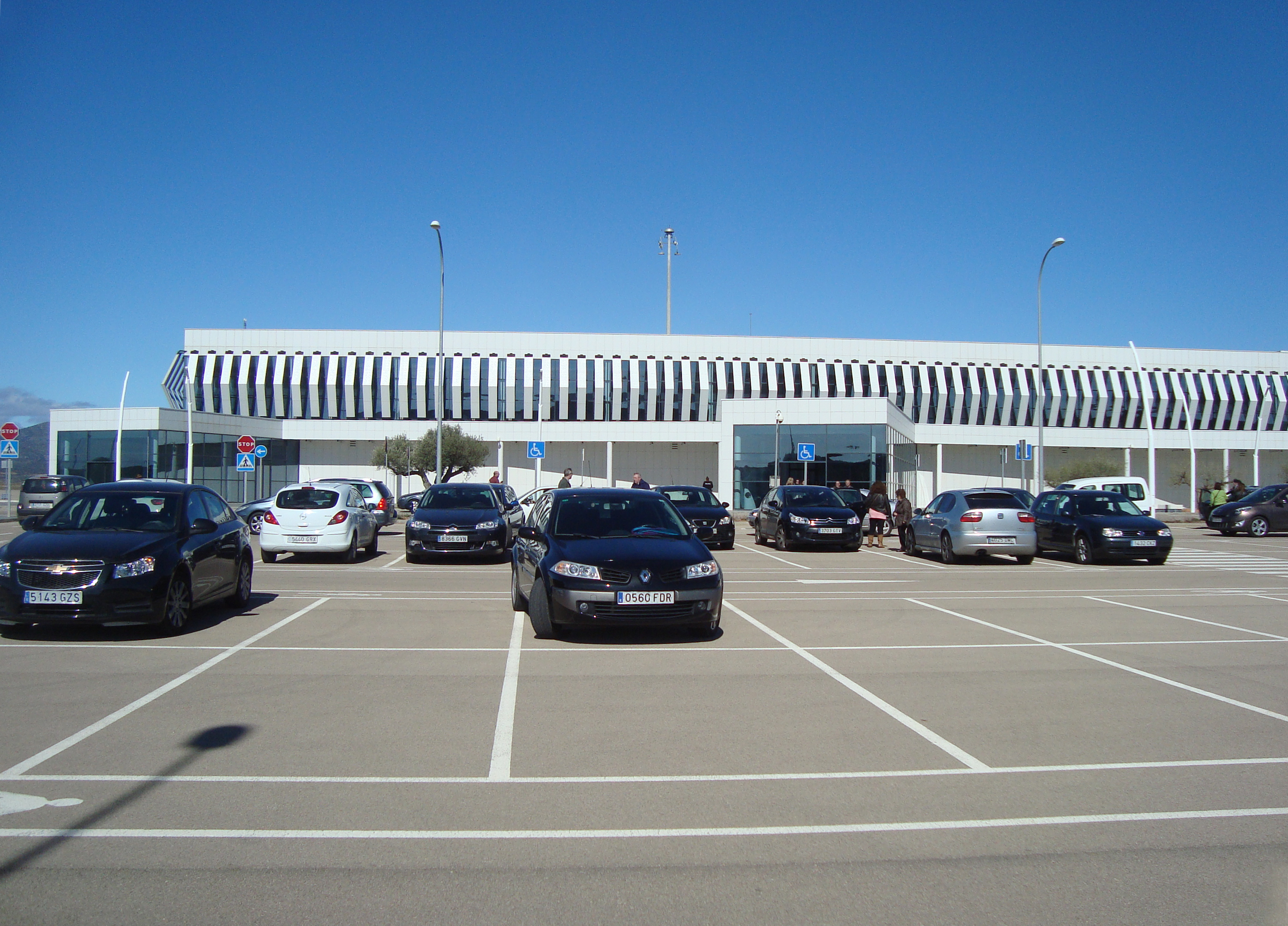
Aéroport de Castellón-Costa Azahar.
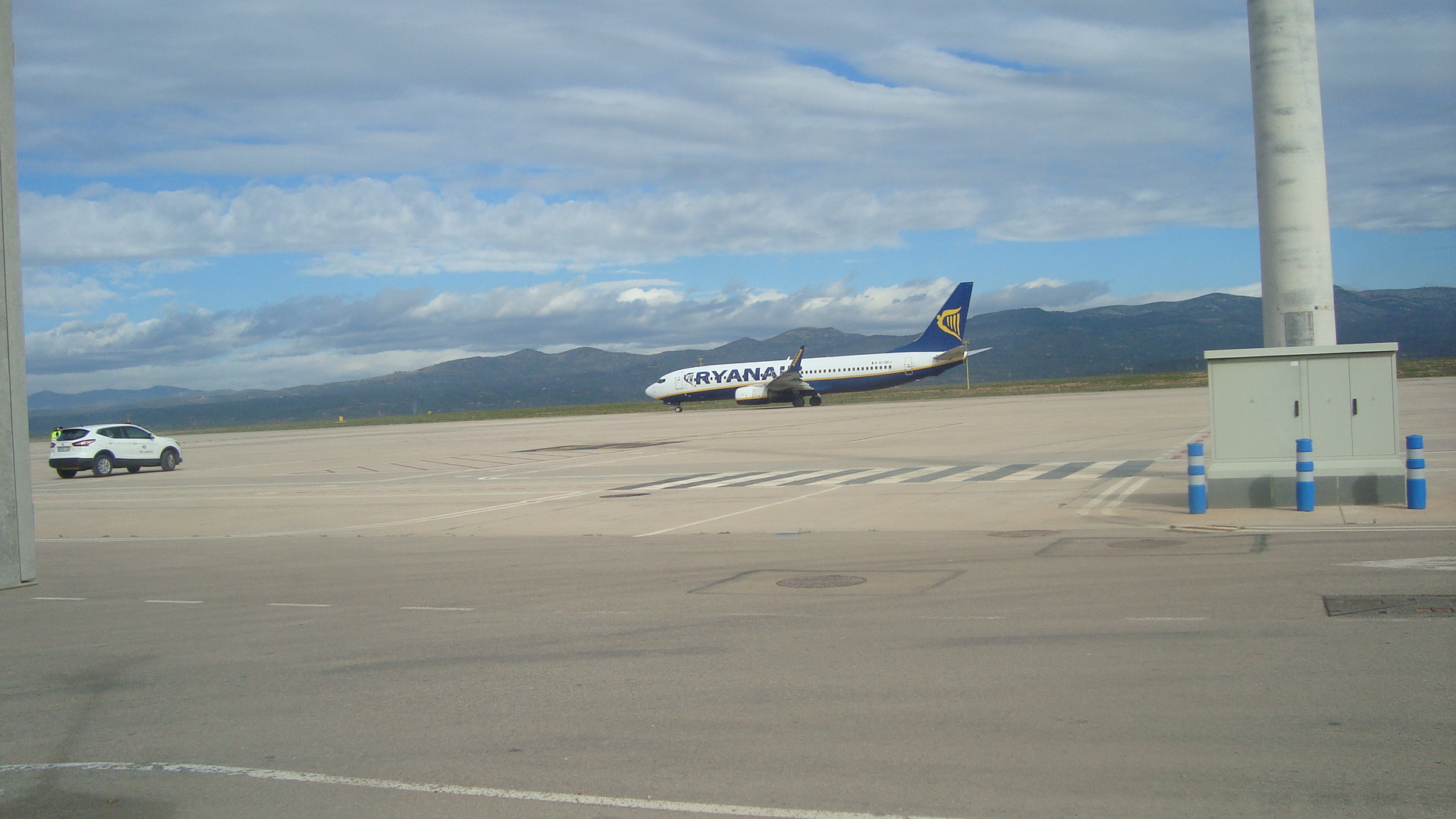
Aéroport de Castellón-Costa Azahar.
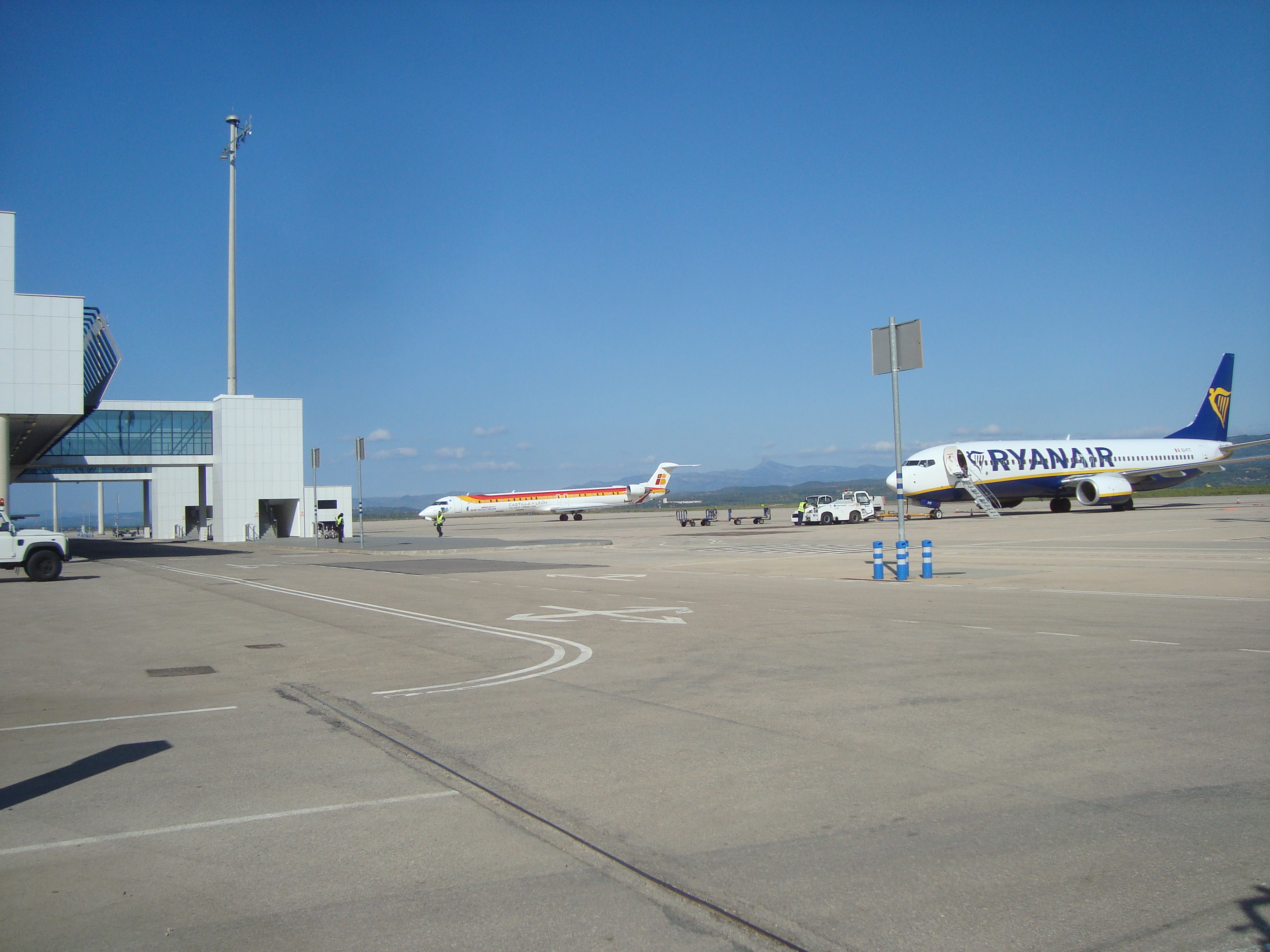
Aéroport de Castellón-Costa Azahar.